# Diamond Foxxx
Diamond Foxxx (født 5. januar 1973 i Albania, Georgia) er en amerikansk pornoskuespiller.